# Polyrhachis escherichi
Polyrhachis escherichi är en myrart som beskrevs av Hugo Viehmeyer 1914. Polyrhachis escherichi ingår i släktet Polyrhachis och familjen myror. Inga underarter finns listade i Catalogue of Life.